# Ángela Evans
Ángela Indira Evans (nacida el 21 de julio de 1993) es una futbolista panameña que juega como delantera, también juega flag football y voleibol.

## Trayectoria

### Futbol
El 21 de marzo de 2019 fue anunciada como nueva jugadora del Tauro FC, a mitad del 2019 fue anunciada como nueva jugadora del Kilkenny United WFC de la Women's National League.

### Flag Football
Formó parte de la selección nacional femenina de Flag Football de Panamá,  ganando el Campeonato Mundial de Flag Football IFAF 2016. Comenzó a jugar a nivel de clubes en la Liga de Flag Football Femenino de Panamá (LIFFF Panamá).

## Selección nacional

### Categorías inferiores
Fue convocada por la selección sub-17 de Panamá para disputar el Campeonato Femenino Sub-17 de la Concacaf de 2010 en donde jugó 4 partidos y anotó 2 goles. También fue convocada a la selección sub-20 de Panamá para disputar el Campeonato Femenino Sub-20 de la Concacaf de 2012 en donde jugó 6 partidos y anotó 4 goles.

### Selección absoluta
Debutó con la selección absoluta en el 2013 en los X Juegos Deportivos Centroamericanos, en donde jugó a 4 partidos y anotó 2 goles. Disputó los Juegos Panamericanos 2019 en donde jugó 3 partidos.

## Clubes
| Club                | País    | Año  |
| ------------------- | ------- | ---- |
| Tauro FC            | Panamá  | 2019 |
| Kilkenny United WFC | Irlanda | 2019 |